# Karl von Meck
Karl Otto Georg von Meck (in russo Карл Фёдорович фон Мекк?; 5 luglio 1821 – Mosca, 7 febbraio 1876) è stato un imprenditore russo, fra i più importanti del XIX secolo. Di origine tedesca, fu tra i fondatori delle ferrovie russe.

## Biografia
La sua famiglia proveniva dalla nobiltà delle coste tedesche del mar Baltico, originaria della Slesia. Suo padre era il maggiore Otto Adam von Meck un funzionario delle dogane di Riga. Sua madre era Wilhelmine Hafferberg - una figlia di Friedrich Wilhelm e Catharine Constanze Nott che in seconde nozze fu moglie di Carl Ludwig von Veichtner, un figlio del compositore Franz Adam Veichtner.
Nel 1844 Karl von Meck si laureò all'Istituto di Comunicazioni di San Pietroburgo e venne assunto, come ingegnere nel progetto di ristrutturazione della strada Mosca-Varsavia. Nel 1860 von Meck lasciò l'impiego pubblico per mettersi in proprio. Dopo la sconfitta militare in Crimea molta gente si rese conto dell'importanza dei trasporti ferroviari. Von Meck entrò nella Saratov Railway Association con l'intento di costruire una ferrovia privata fra Mosca e Saratov con fondi privati. La prima fase del progetto fu la realizzazione del collegamento fra Mosca e Kolomna. La linea entrò in esercizio e, dopo due soli anni di operatività, dovette essere chiusa per mancanza di fondi e la società finì in bancarotta.
Karl von Meck decise di insistere e nel 1863 si associò alla Moscow-Ryazan Railway Association. Il presidente lo nominò capo del progetto e la strada ferrata venne costruita in un anno e mezzo, producendo cospicui profitti. Karl von Meck partecipò alla costruzione di diverse altre ferrovie ma non ottenne mai più lo stesso risultato. Comunque la sua diligenza, tenacità e sforzi vennero riconosciuti ed apprezzati.
Dopo la sua morte, la vedova Nadezhda von Meck, divenne la mecenate di Pëtr Il'ič Čajkovskij. Il figlio di Karl von Meck, Nikolai Karlovich, giocò un ruolo preminente nella costruzione del sistema ferroviario della Russia.